# Università di Princeton
L'Università di Princeton, situata a Princeton nel New Jersey (Stati Uniti), è una delle più prestigiose università degli Stati Uniti e del mondo, membro della Ivy League. È inoltre la quarta più antica istituzione di istruzione superiore degli Stati Uniti (dopo l'Università di Harvard, il College di William e Mary e l'Università Yale).

## Storia

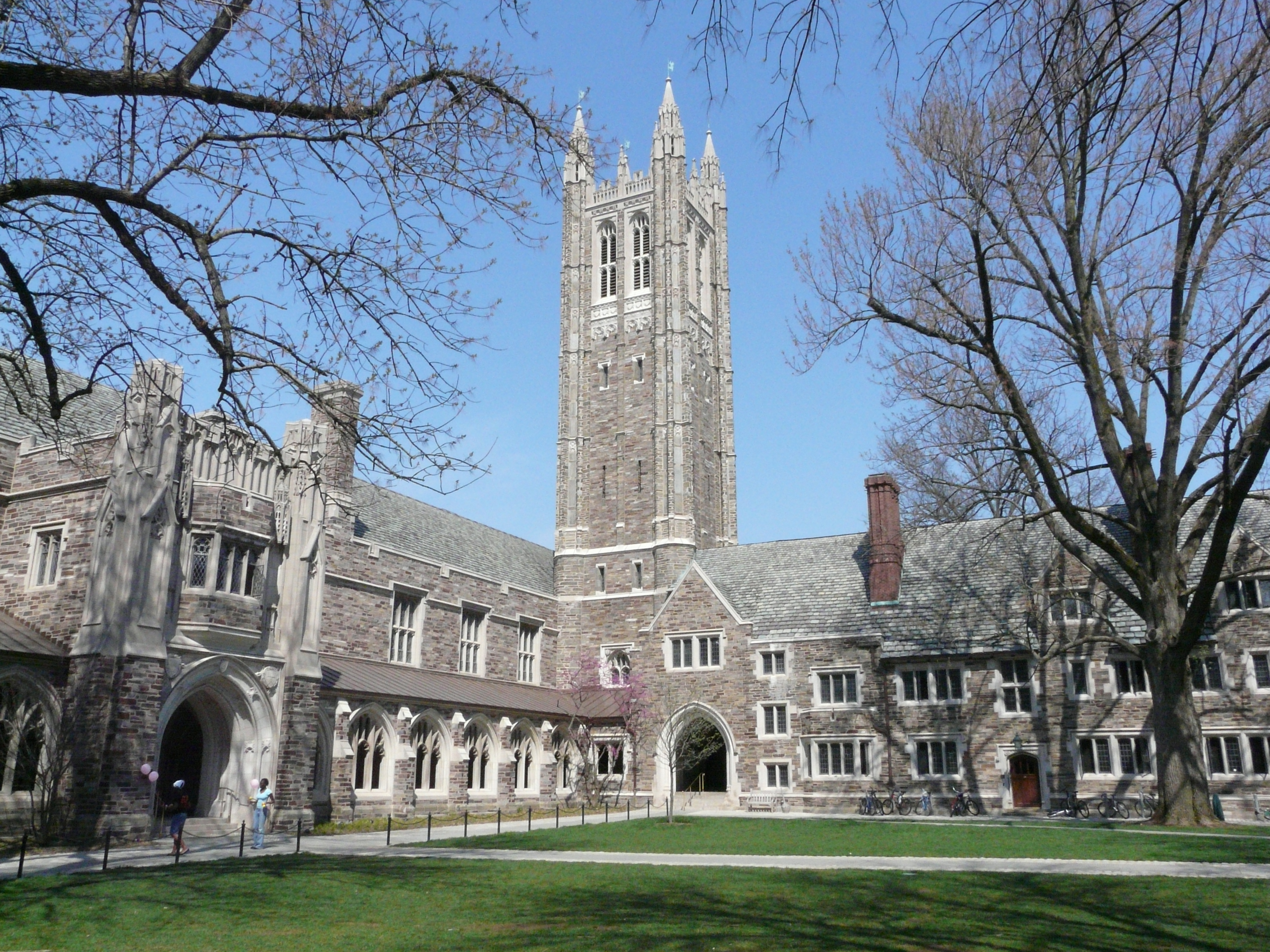
Graduate College

Fu fondata nel 1746 come College del New Jersey, dal presbiteriano William Tennent, ed era originariamente situata ad Elizabeth, nel New Jersey. La scuola si trasferì a Princeton nel 1756, ancora con la sua denominazione originale. Il nome fu cambiato ufficialmente in Università di Princeton nel 1896.
Jonathan Dickinson (1688–1747) fu il primo preside.
Nel 1903 fu diretta per la prima volta da un laico, Woodrow Wilson.
Fino all'inizio del ventesimo secolo, l'università era un luogo modesto e votato alle applicazioni pratiche, che considerava per esempio poco utile la matematica pura.
Sebbene in origine fosse un'istituzione presbiteriana, l'università non è più confessionale e non richiede alcuna dichiarazione religiosa ai suoi allievi.

## Dipartimenti

### Dipartimento Aerospaziale e Scienze Meccaniche
Fondato nel 1920 da Arthur M. Greene, Jr., come dipartimento di Ingegneria Meccanica, nel 1928 è stato edificato l'Edificio di Ingegneria.
Nel 1930 è arrivato il professor Lewis F. Moody di meccanica dei fluidi e macchine.
Nel 1942 è stato attivato l'insegnamento di ingegneria aeronautica.
Nel 1963 si è costituito l'attuale dipartimento dalla fusione dei dipartimenti di Meccanica e di Aeronautica, sotto la guida di Courtland Perkins.
Nel 1974 è succeduto Seymour M. Bogdonoff alla guida del dipartimento.

### Dipartimento di economia
Dal 2000 ha insegnato in questa università l'economista Paul Krugman, mentre in passato vi hanno insegnato gli economisti Ben Bernanke e nel 1969 John P. Lewis.

### Dipartimento di Lingue e letterature romanze
La prima lingua romanza è stata insegnata a Princeton da John Witherspoon, il sesto rettore dell'università e firmatario della dichiarazione di indipendenza degli Stati Uniti. Già nel 1769, quando solo l'ebraico, il greco e il latino erano abbastanza rispettabili da giustificare l'inserimento nel programma, Witherspoon si era offerto, gratuitamente, per insegnare in francese.
Nel 1830 il Collegio ha nominato un istruttore regolare di francese e spagnolo, Louis Hargous, che ha insegnato le lingue fino al 1836. Hargous è stata seguito da Benedetto Jaeger, che divenne professore di Lingue Moderne, un insegnamento che fino al 1958, quando il Dipartimento di Lingue Moderne venne diviso nei due Dipartimenti di lingua tedesca Lingua e Letterature romanze.

### Dipartimento di Matematica
Nel 1909 la facoltà di scienze di Princeton si dotò della carica di decano, affidata a Henry Burchard Fine, e da quel momento a Princeton, accanto a docenti di letteratura e storia, si trovarono matematici come George David Birkhoff, Oswald Veblen, Luther Eisenhart. In questo periodo incominciò un cambiamento che portò il Dipartimento di Matematica di Princeton ad essere fra i primi nel mondo.
Nel 1921 fu aperta la Fine Hall, un edificio dell'università che ospitava il Dipartimento di Matematica. Progettato da Oswald Veblen, un ricco matematico di Princeton, l'edificio sembrava una fortezza neogotica in mattoni rossi con tetto d'ardesia.
Nel 1924 Luthor Eisenhardt divenne direttore del Dipartimento di matematica, che invitò Solomon Lefschetz come professore invitato (visiting professor).
Negli anni 1930 insegnavano Hermann Weyl e John von Neumann, entrambi provenienti dall'Università di Gottinga, dove era avvenuta una rivoluzione matematica sotto la direzione di David Hilbert.
Poco lontano dalla Fine Hall, c'è l'Institute for Advanced Study, dove nel 1933 incominciarono ad insegnare Albert Einstein, Kurt Gödel e Robert Oppenheimer.
Nel 1945 Solomon Lefschetz divenne direttore del Dipartimento di matematica.
Dal 1994 ha insegnato matematica il celebre John Forbes Nash.

### Dipartimento di Politica
La politica è stata un insegnamento che risale ai primi giorni del College of New Jersey. Solo nel 1924 si è costituita come un dipartimento separato. Il primo corso di Scienze politiche fu introdotto nel 1871 e fu tenuto da Lyman H. Atwater, un filosofo presbiteriano.
Fino al 1930 l'orientamento politico del dipartimento era prevalentemente repubblicano. 
Più di recente, vi sono stati professori anticonformisti e libertari come Harper Hubert Wilson (1909-1977), che produsse un fermento intellettuale, incitando i propri studenti a pensare seriamente alle disuguaglianze economiche, sociali e politiche. Nel 1968 un professore di diritto internazionale, Richard Falk, mise in discussione la guerra del Vietnam.

### Dipartimento di Scienze Geologiche e geofisiche
Il primo corso in scienze geologiche è stato tenuto nel 1818 dal professore di filosofia sperimentale, chimica e storia naturale, Jacob Verde, che ha tenuto il corso di paleontologia.
Nel 1904, è stato formalmente creato il Dipartimento di Geologia. Sei professori costituivano la facoltà: in geografia fisica, William Libbey; in mineralogia, Cornovaglia e Alexander H. Phillips; in paleontologia dei vertebrati, Scott e Marcus Farr; e in paleontologia degli invertebrati, Gilbert Van Ingen. L'anno successivo è arrivato ad insegnare petrologia Charles H. Smyth (padre di altri due professori di Princeton, il chimico Charles P. Smyth e il fisico Enrico D]e W. Smyth) e William J. Sinclair si unì ai paleontologi dei vertebrati.
Una struttura ben nota del reparto è il Museo di Storia Naturale.

## Biblioteca
Nella fornita Biblioteca dell'università sono presenti tre racconti inediti (The Ocean Full of Bowling Bowls, Birthday Boy e Paula) di uno dei più noti scrittori americani del Novecento, J.D. Salinger. Sono state ritrovate all'inizio del Duemila, celate in un anfratto di uno degli scaffali nella parte ovest della biblioteca. I racconti sono consultabili su richiesta.

## Atletica
L'università di Princeton sostiene le pratiche sportive su tre livelli: le manifestazioni intercollegiali, il centro interuniversitario, e intramurale. È prevista anche una varietà di pratiche di educazione fisica e programmi ricreativi per i membri della comunità di Princeton. Secondo la missione il programma di atletica, Princeton mira ad avere degli "atleti studenti" nel pieno senso della frase. La maggior parte degli studenti partecipano ai programmi atletici nei più vari livelli.
I colori di Princeton sono arancione e nero. Gli atleti della scuola sono noti come Tigers ("tigri"), e la mascotte è ovviamente una tigre. L'amministrazione di Princeton considerò di assegnare un nome proprio alla mascotte nel 2007, ma l'idea venne fatta cadere per l'opposizione della maggior parte degli studenti.

### Sport intercollegiali
Princeton è una scuola affiliata alla NCAA Division I. La sua lega atletica è la Ivy League, in cui si presenta in 38 discipline tra maschili e femminili, il più corposo come numero di elementi è il canottaggio con quasi 150 atleti.

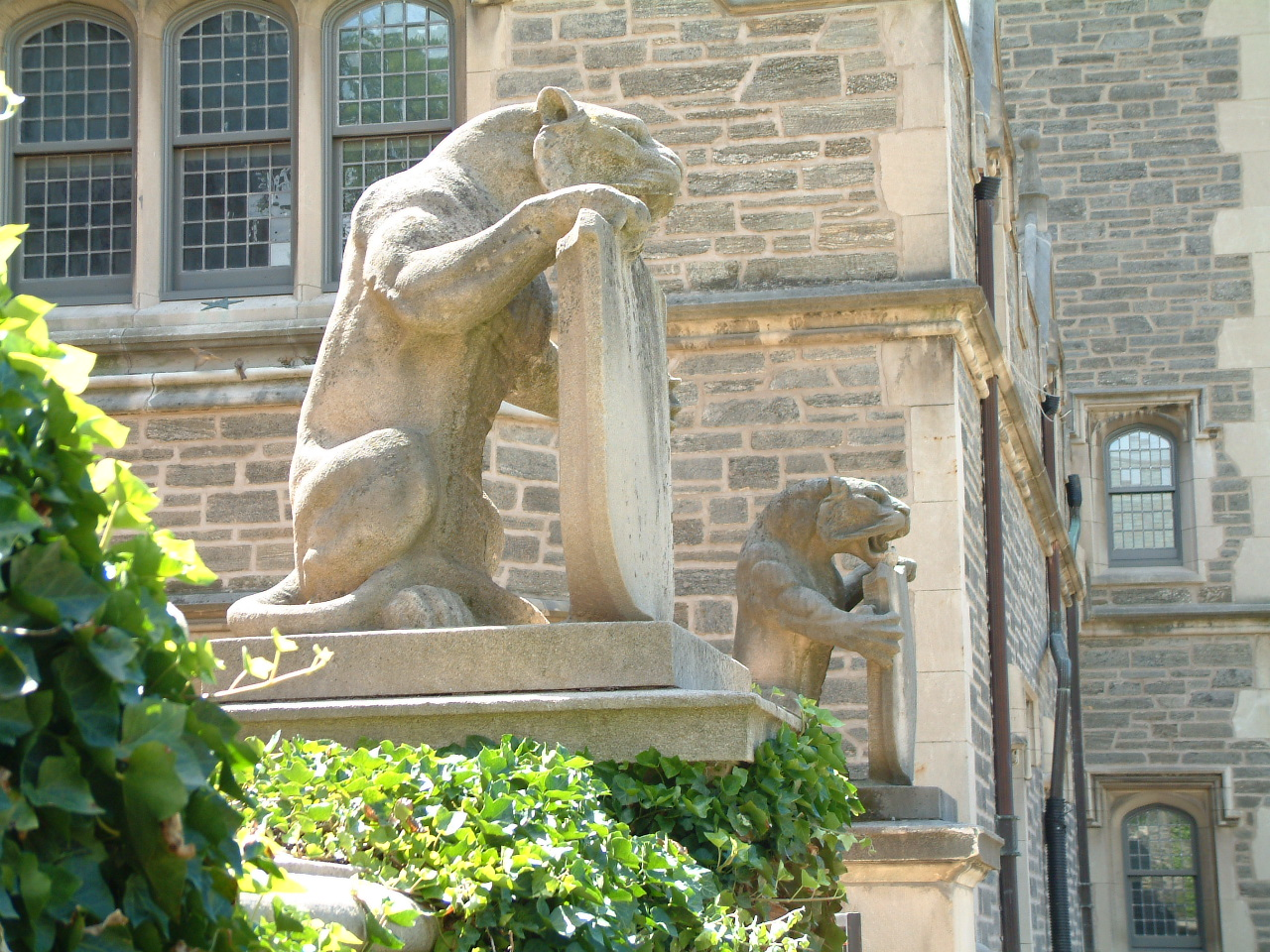
Tiger crest

La Squadra di football di Princeton ha una storia lunga e molto gloriosa fino alla seconda guerra mondiale, in cui si contano 26 titoli nazionali. Princeton ha giocato contro la Rutgers University nella prima partita di football intercollegiale negli Stati Uniti il 6 novembre 1869, uscendone sconfitta con il punteggio di 6-4. Oggi Princeton è membro della NCAA Division I FCS.
Il programma di pallacanestro maschile è noto per il suo successo sotto Pete Carril, allenatore dal 1967 al 1996. Durante questo periodo, Princeton ha vinto 13 titoli della Ivy League, raggiungendo 11 volte i torneo finale NCAA. Carril ha inventato quella che poi è stata definita attacco princeton, una strategia offensiva che da allora è stato adottato sia da un certo numero di squadre di college che di squadre professionistiche. L'ultimo successo di Carril a Princeton arrivò quando i Tigers batterono UCLA, campione in carica, nel primo turno del torneo NCAA 1996, in quello che è considerato uno dei risultati più imprognosticabili nella storia del torneo. Recentemente Princeton ha segnato il record per il minor numero di punti in una partita di Division I da quando è stata introdotta la linea dei tre punti nel 1986-87, mettendo a tabellone solo 21 punti nella sconfitta contro Monmouth University il 14 dicembre 2005.
Squadra di pallanuoto maschile è attualmente una forza dominante nella Collegiate Water Polo Association, dopo aver raggiunto la Final Four in due degli ultimi tre anni. Allo stesso modo, il programma di lacrosse maschile conobbe un periodo aureo tra il 1992 ed il 2001, durante il quale vinse sei campionati nazionali.

### Centro interuniversitario e attività intramurali
Oltre agli sport intercollegiali, Princeton ospita circa 35 squadre di club sportivi. La squadra di rugby di Princeton è organizzato come un Club sportivo.
Ogni anno, quasi 300 squadre partecipano a alle gare sportive intramurali a Princeton. Le gare intramurali sono aperte ai membri delle facoltà di Princeton, al personale e gli studenti. Diverse leghe con diversi livelli di competitività vengono organizzate ogni anno.

## Costo
L'Università di Princeton è un'università privata e un anno di studio costa molto caro. A titolo di esempio, l'iscrizione all'anno 2015-2016 era di 45 350 dollari, comprensiva di 43 450 dollari di retta e 1 900 dollari per l'assistenza sanitaria. A questa cifra, lo studente doveva prevedere di aggiungere le spese di soggiorno per un totale di circa 28 425 dollari all'anno, suddivise in 12 300 dollari per l'alloggio, 7 475 per la ristorazione, 7 000 per le spese personali e 1 650 per i libri e gli accessori. Il totale ammontava quindi a 73 775 dollari.
Sono proposte numerose borse di studio e programmi di aiuto, borse di ricerca e di assistentato all'insegnamento, infine sostegni finanziari esterni. Gli studenti di PhD ricevono un'indennità di circa 30 000 dollari all'anno. È possibile inoltre accedere a finanziamenti bancari e avere opportunità di lavoro.

## L'Università di Princeton nei media
- Nel film A Beautiful Mind (2001) del regista statunitense Ron Howard, che narra, romanzandola, la vita di John Nash, l'ambiente nel quale si svolge la storia è il Dipartimento di Matematica dell'Università di Princeton.
- Nella serie televisiva Dr. House - Medical Division, un edificio dell'università viene usato per le riprese esterne.
- Nella sitcom The Big Bang Theory (stagione X; ep. 24), Amy ottiene un assegno di ricerca e si trasferisce all'università di Princeton.
- Nella serie televisiva L'estate nei tuoi occhi (stagione 2; ep.1), si vede Steven che si diploma e che l'anno successivo andrà all'università di Princeton.

## Bibliografia

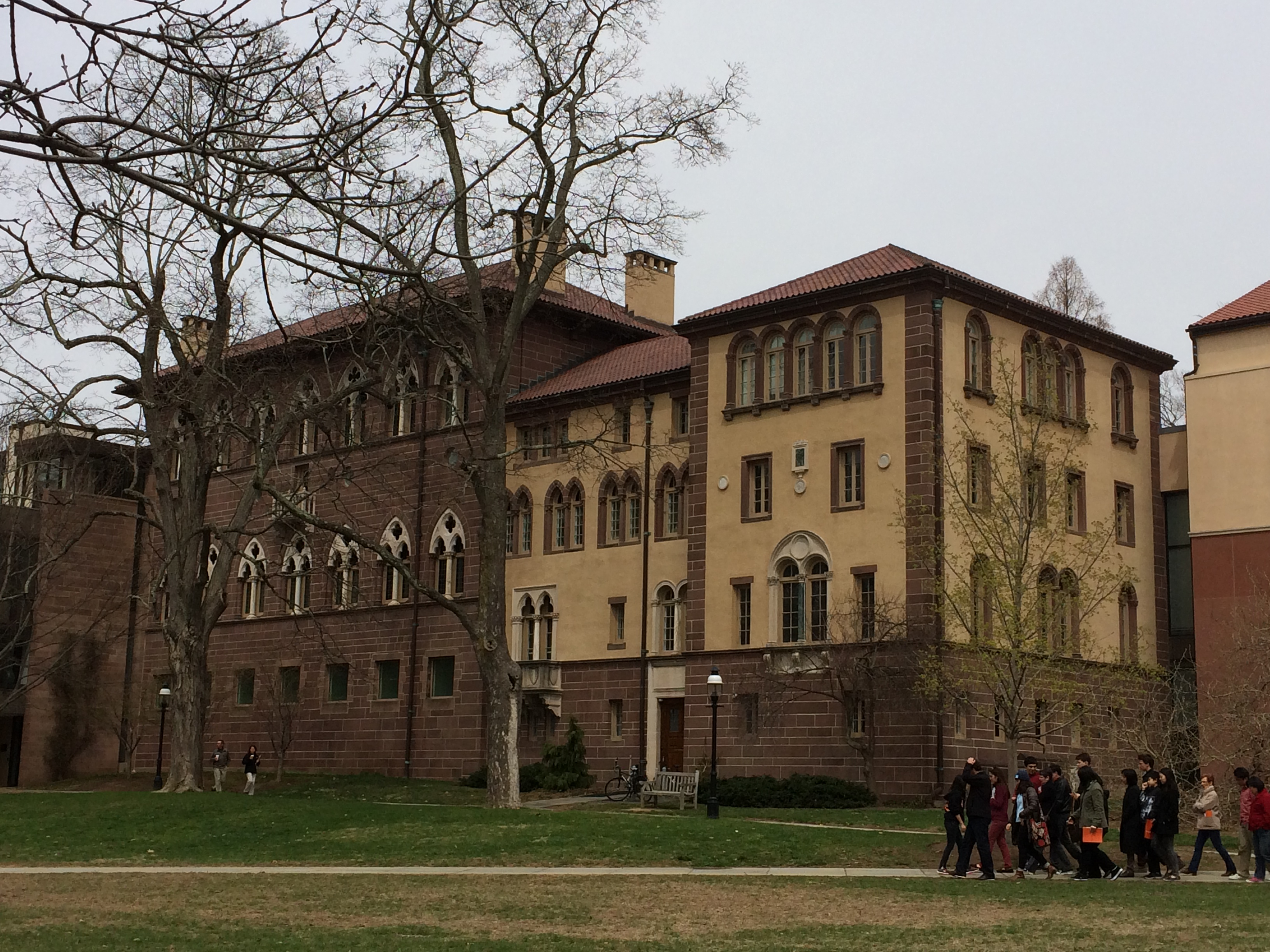
Art Museum